# Sillet
Le sillet est une pièce présente dans certains instruments à cordes. Le terme recouvre plusieurs éléments différents, suivant que la famille de l'instrument est à manche ou à clavier.

## Instrument à cordes et à manche
Le sillet est une pièce située à l'extrémité supérieure du manche des instruments à cordes. Le sillet comporte autant de fentes qu'il y a de cordes à l'instrument ; ces fentes guident les cordes jusqu'aux chevilles de la tête et leur donnent leur écartement le long du manche. Les cordes font généralement un angle assez important au niveau du sillet, de sorte qu'elles soient appuyées contre sa surface dure : le sillet, avec le chevalet, permet de déterminer le diapason et de rendre les notes clairement audibles. Dans le cas de la guitare, le sillet est fait de plastique rigide, d'os, d'ivoire, de laiton, de graphite ; pour la famille du violon, il est en ébène, comme la touche ou en os ou en ivoire sur certains modèles anciens.
Dans le cas des guitares, la ou les pièces du chevalet en contact avec les cordes sont aussi appelées sillets. On parle alors du sillet de chevalet (ou de table), par opposition au sillet de tête. Quand il est en une pièce, le sillet de chevalet ne comporte pas toujours de fentes pour les cordes, l'écartement de celles-ci étant déterminé par leur point de fixation au niveau du chevalet ou du corps.

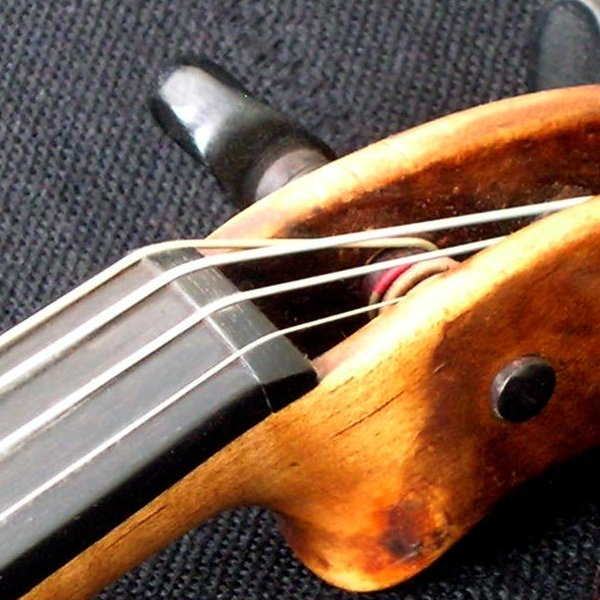
Sillet d'un violon.
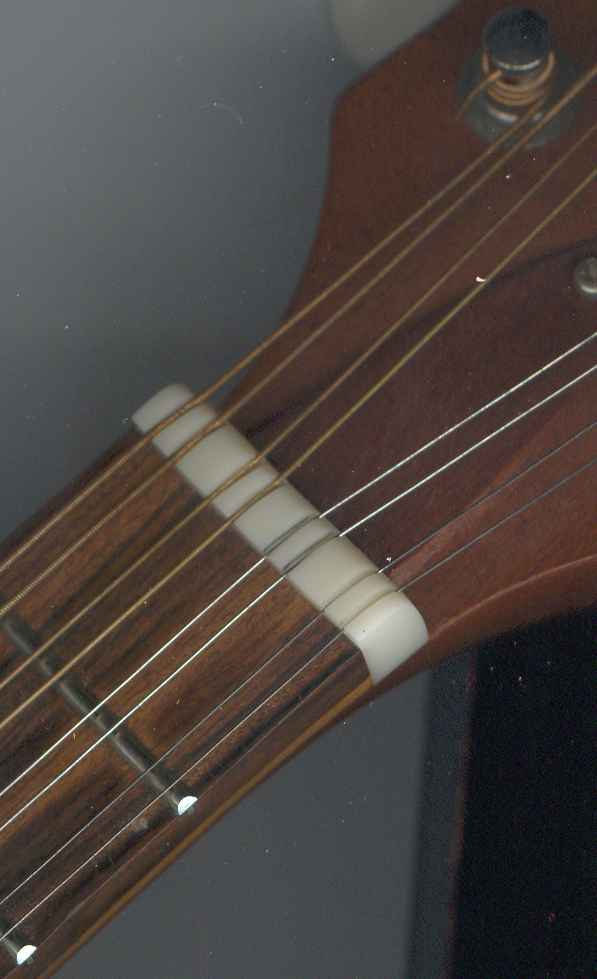
Sillet d'une mandoline.
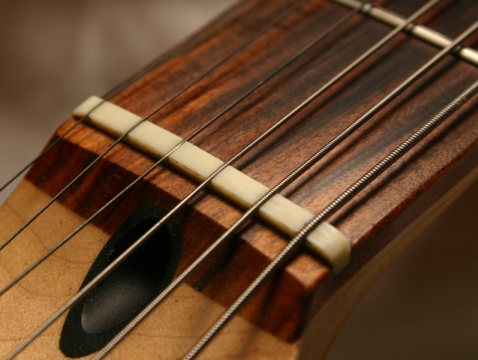
Sillet d'une guitare Fender Stratocaster.

## Instrument à cordes et à clavier
Dans le cas du clavicorde, du clavecin et des instruments apparentés, le sillet est une longue pièce de bois dur (par exemple du hêtre), droite ou presque et collée sur le sommier. Un même instrument peut posséder plusieurs sillets.
De courtes pointes métalliques, dites « pointes de sillet » sont fichées dans le sillet à des emplacements précis. Elles déterminent par traction la position des cordes dont la direction change en passant au-dessus du sillet, déviées vers les chevilles d'accord en avant de l'instrument.